# Renhe, Yunyang
Renhe (kinesiska: 人和) är ett stadsdelsdistrikt i sydvästra Kina. Det ligger i Yunyang härad i storstadsområdet Chongqing, omkring 260 kilometer nordost om det centrala stadsdistriktet Yuzhong. Antalet invånare är 30 398. Befolkningen består av 15 074 kvinnor och 15 324 män. Barn under 15 år utgör 19,0 %, vuxna 15-64 år 67 %, och äldre över 65 år 12,0 %.